# Miguelturra (kommun)
Miguelturra är en kommun i Spanien.   Den ligger i provinsen Provincia de Ciudad Real och regionen Kastilien-La Mancha, i den centrala delen av landet, 150 km söder om huvudstaden Madrid. Antalet invånare är 14 727.